# 하파엘라 시우바
하파엘라 로페스 시우바(브라질 포르투갈어: Rafaela Lopes Silva, 1992년 4월 24일~)는 브라질의 유도 선수이다. 2016년 하계 올림픽에서 여자 라이트급 금메달을 획득했으며 세계 선수권 대회에서 2회 우승하여 브라질 여자 선수로는 최초로 세계 선수권 대회 우승자가 되었다.  